# Lacanche (Côte-d’Or)
Lacanche ist eine französische Gemeinde mit 477 Einwohnern (Stand: 1. Januar 2022) im Département Côte-d’Or in der Region Bourgogne-Franche-Comté (vor 2016 Burgund); sie gehört zum Arrondissement Beaune und zum Kanton Arnay-le-Duc.

## Geographie
Lacanche liegt etwa 50 Kilometer südwestlich von Dijon. Umgeben wird Lacanche von den Nachbargemeinden Foissy im Norden und Nordwesten, Antigny-la-Ville im Norden, Thomirey im Osten und Nordosten, Champignolles im Süden und Südosten, Saint-Pierre-en-Vaux im Süden und Südwesten, Maligny im Westen sowie Saint-Prix-lès-Arnay im Nordwesten.

## Bevölkerung
| Jahr                       | 1962 | 1968 | 1975 | 1982 | 1990 | 1999 | 2006 | 2011 | 2016 |
| Einwohner                  | 888  | 943  | 972  | 808  | 626  | 629  | 618  | 594  | 566  |
| Quellen: Cassini und INSEE |      |      |      |      |      |      |      |      |      |

## Sehenswürdigkeiten

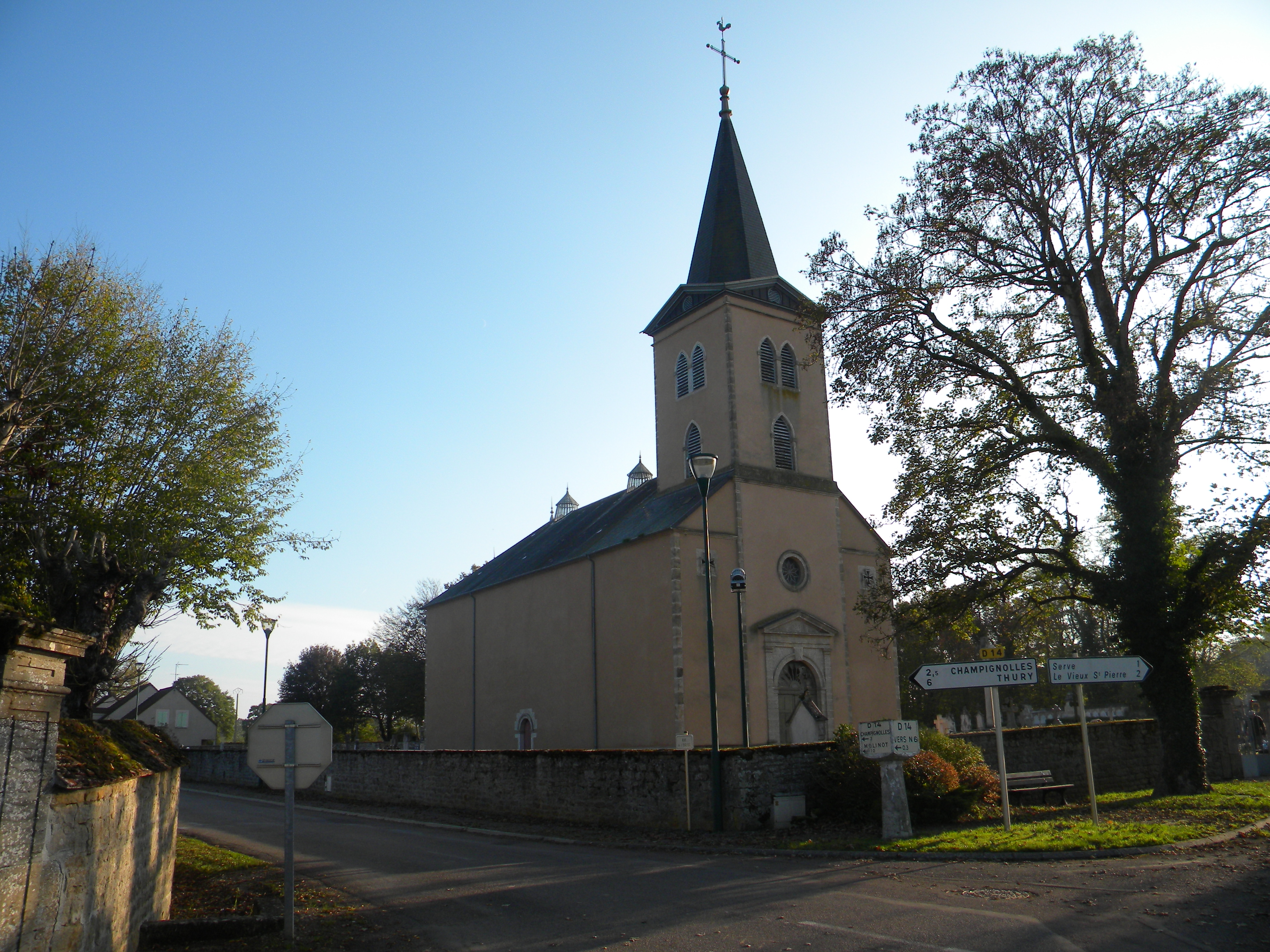
Kirche Saint-Étienne

- Kirche Saint-Étienne, seit 1991 Monument historique